# 940 Kordula
940 Kordula è un asteroide della fascia principale del diametro medio di circa 87,21 km. Scoperto nel 1920, presenta un'orbita caratterizzata da un semiasse maggiore pari a 3,3581181 UA e da un'eccentricità di 0,1770565, inclinata di 6,21545° rispetto all'eclittica.
Stanti i suoi parametri orbitali, è considerato un membro della famiglia Cibele di asteroidi.
Il nome per questo asteroide è stato scelto a caso dal popolare calendario Lahrer Hinkender Bote, pubblicato nella città di Lahr/Schwarzwald, in Germania.